# Alaunia (Schiff, 1925)
Die Alaunia (II) war ein 1925 in Dienst gestellter Ozeandampfer der britischen Reederei Cunard Line, der als Royal Mail Ship im Passagier- und Postverkehr zwischen Großbritannien und Kanada eingesetzt wurde. 1944 wurde sie an die britische Admiralität verkauft und 1957 in Blyth abgewrackt.

## Bau und technische Daten
Das 14.040 BRT große Dampfturbinenschiff Alaunia wurde bei John Brown & Company in Clydebank unter der Baunummer 495 auf Kiel gelegt und lief am 7. Februar 1925 vom Stapel. Die Indienststellung erfolgte am 24. Juli des Jahres. Das 164,0 Meter lange und 19,9 Meter breite Passagier- und Postschiff wurde mit Dampfturbinen angetrieben, die 8500 SHP leisteten und auf zwei Schrauben wirkten. Die Höchstgeschwindigkeit lag bei 15 Knoten. Die Besatzung bestand aus 270 Mann. An Bord des Schiffs war Platz für 484 Passagiere in der Kabinenklasse und 1222 in der Dritten Klasse.

## Geschichte
Die Alaunia war eins von sechs Schwesterschiffen der „A“-Klasse, die die Cunard Line in der ersten Hälfte der 1920er-Jahre in Dienst stellten. Die anderen waren die Ausonia (II), die Andania (II), die Ascania (II), die Antonia und die Alaunia (III). Am 24. Juli 1925 lief die Alaunia von Liverpool zu ihrer Jungfernfahrt nach Quebec und Montreal aus. Ab dem 28. Mai 1926 wurde auch Southampton angelaufen. Am 29. Juli 1939 legte die Alaunia zu ihrer letzten Fahrt in Friedenszeiten ab.
Zu Beginn des Zweiten Weltkrieges wurde das Schiff ab dem 24. August 1939 zum bewaffneten Hilfskreuzer (Armed Merchant Cruiser) umgebaut. Dazu erhielt die Alaunia eine Bewaffnung von acht 152-mm- und zwei 76-mm-Geschützen. Sie übernahm anschließend Patrouillenfahrten im Atlantik, später im Indischen Ozean. Auch wurde sie im Eskortendienst für einige HX-Geleitzüge, wie dem HX 79, eingesetzt.
Am 8. Dezember 1944 wurde sie von der Admiralität gekauft, bis August 1945 zum Werkstattschiff umgebaut und wieder in Dienst gestellt. Sie diente schließlich als Trainingsschiff für Maschinenpersonal und wurde 1957 in Blyth verschrottet.